# 夏が終われば/ココロハコブ
「夏が終われば/ココロハコブ」（なつがおわれば/ココロハコブ）は、日本のバンド「TRIPLANE」の7枚目のシングルである。2008年7月16日発売。発売元はtearbridge records。

## 概要
前作から8ヶ月ぶりとなるシングル。
CDとCD+DVDの2形態にて発売。
DVDには「夏が終われば」のMVとライブ映像を収録。

## 収録曲

### CD
全作詞・作曲：江畑兵衛
1. 夏が終われば(4:47)[3]
編曲：笹路正徳
2. ココロハコブ〜TV Ver.〜(3:53)[3]
編曲：笹路正徳・TRIPLANE
3. モノローグ〜アコースティックVer.〜(4:55)[3]
編曲：笹路正徳

### DVD
1. 夏が終わればMV
2. 夏が終わればライヴ映像

## 収録アルバム

### 夏が終われば
- オリジナル『君に咲くうた』（2009年2月4日）

### ココロハコブ
- オリジナル『ココロ晴れたら』（2008年2月6日）

## タイアップ
- 夏が終われば：TBS系『2時っチャオ!』エンディングテーマ/九州朝日放送「ドォーモ」エンディングテーマ
- ココロハコブ〜TV Ver.〜：テレビ東京系『トミカヒーロー レスキューフォース』エンディングテーマ
- モノローグ〜アコースティックVer.〜：ディノス「フジテレビフラワーネット」CMソング